# Голодомор — геноцид українського народу (срібна монета)
«Голодомо́р — геноци́д украї́нського наро́ду» — срібна пам'ятна монета номіналом 20 гривень, випущена Національним банком України. Присвячена пам'яті жертв Голодомору 1932—1933 років.
Монету введено до обігу 23 листопада 2007. Вона належить до серії «Інші монети».

## Опис та характеристики монети
| Номінал грн. | Метал             | Маса, грам   | Діаметр, мм. | Якість виготовлення       | Гурт                 | Тираж, штук |
| ------------ | ----------------- | ------------ | ------------ | ------------------------- | -------------------- | ----------- |
| 20           | срібло 925 gпроби | 62,2 / 67,25 | 50,0         | спеціальний анциркулейтед | секторальне рифлення | 10 000      |

### Аверс
На аверсі монети в центрі зображено дівчинку з колосками в руках, яка стоїть на стерні, по боках від неї — гілки калини. Унизу розміщено малий Державний Герб України (ліворуч), рік карбування монети «2007» (праворуч) та півколом написи: «ДВАДЦЯТЬ 20 ГРИВЕНЬ», позначення металу, його проби — «Ag 925», маса в чистоті — «62,2» та півколом напис — «НАЦІОНАЛЬНИЙ БАНК УКРАЇНИ», логотип Монетного двору Національного банку України.

### Реверс

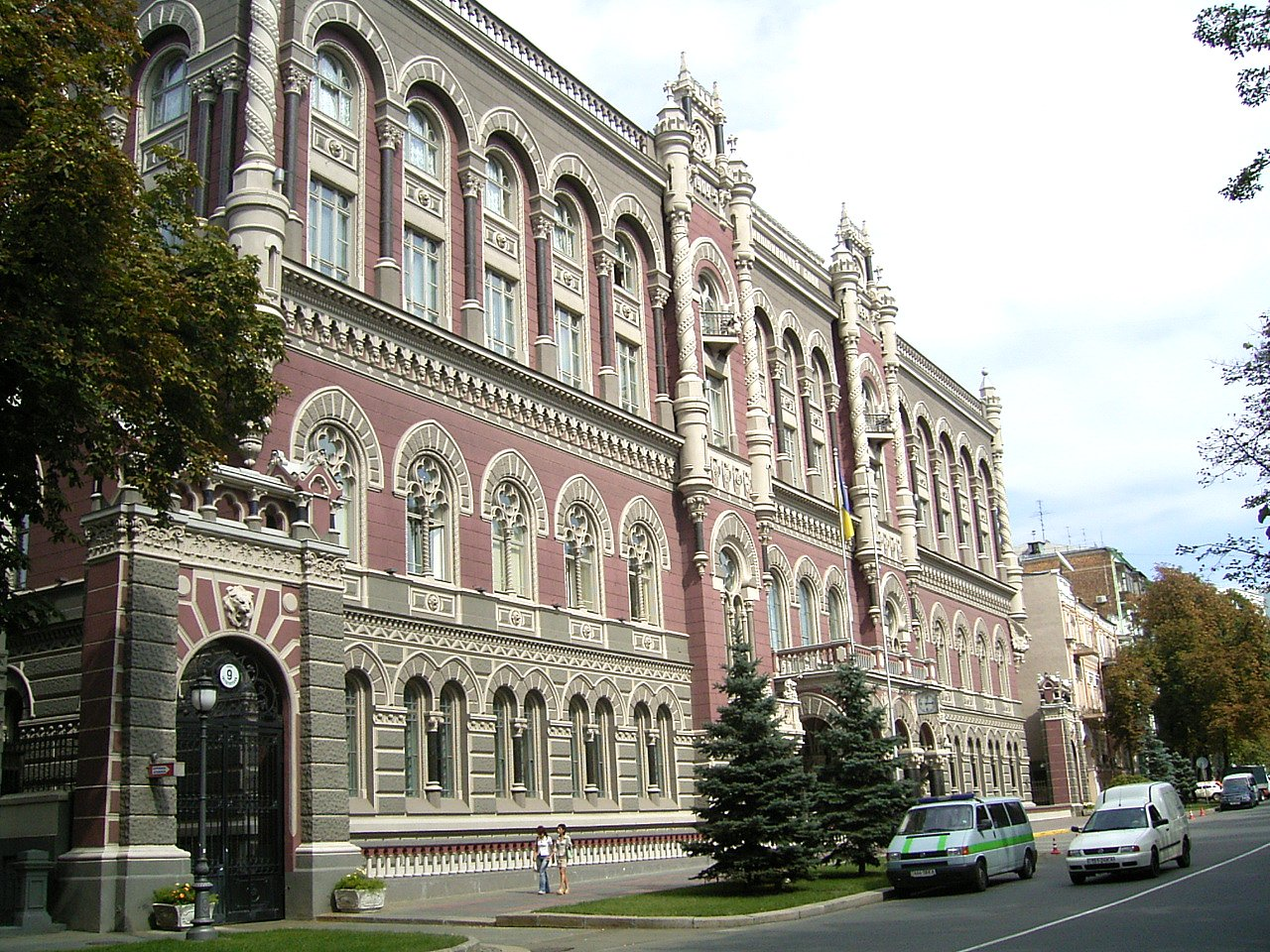
Будівля Національного банку України

На реверсі монети на тлі запалених свічок зображено хрест з лелекою всередині та по колу розміщено написи: «ГОЛОДОМОР — ГЕНОЦИД УКРАЇНСЬКОГО НАРОДУ, 1932 ПАМ'ЯТАЙМО! 1933».

## Автори
- Художник — Кочубей Микола.
- Скульптори: Чайковський Роман, Атаманчук Володимир, Дем'яненко Володимир.

## Вартість монети
Ціна монети — 1762 гривні, була вказана на сайті Національного банку України 2018 року.
Фактична приблизна вартість монети з роками змінювалася так:
| Рік        | 2010 | 2011 | 2012  | 2013 | 2014 | 2015 | 2016  | 2017  | 2018  | 2019  | 2020  | 2021  | 2022  | 2023  | 2024  | 2025  |
| ---------- | ---- | ---- | ----- | ---- | ---- | ---- | ----- | ----- | ----- | ----- | ----- | ----- | ----- | ----- | ----- | ----- |
| Ціна, грн. | 560  | 750  | 1 000 | 900  | 800  | 920  | 1 300 | 1 500 | 1 550 | 1 500 | 1 500 | 2 400 | 2 700 | 3 900 | 5 200 | 5 700 |